# Hennessey Venom GT
Hennessey Venom GT – hipersamochód produkowany pod amerykańską marką Hennessey w latach 2011 – 2017. 

## Historia i opis modelu

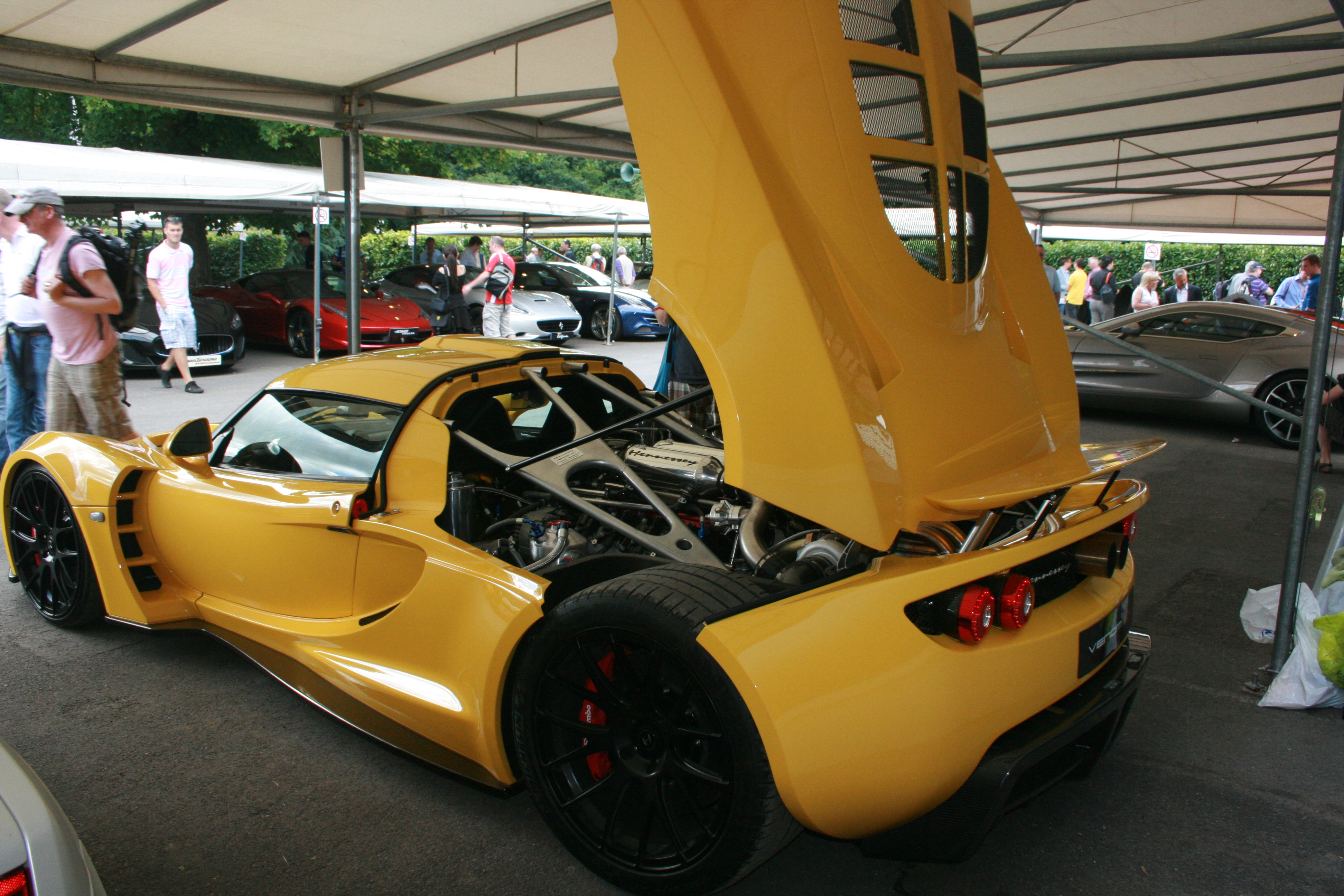
Hennessey Venom GT - tył

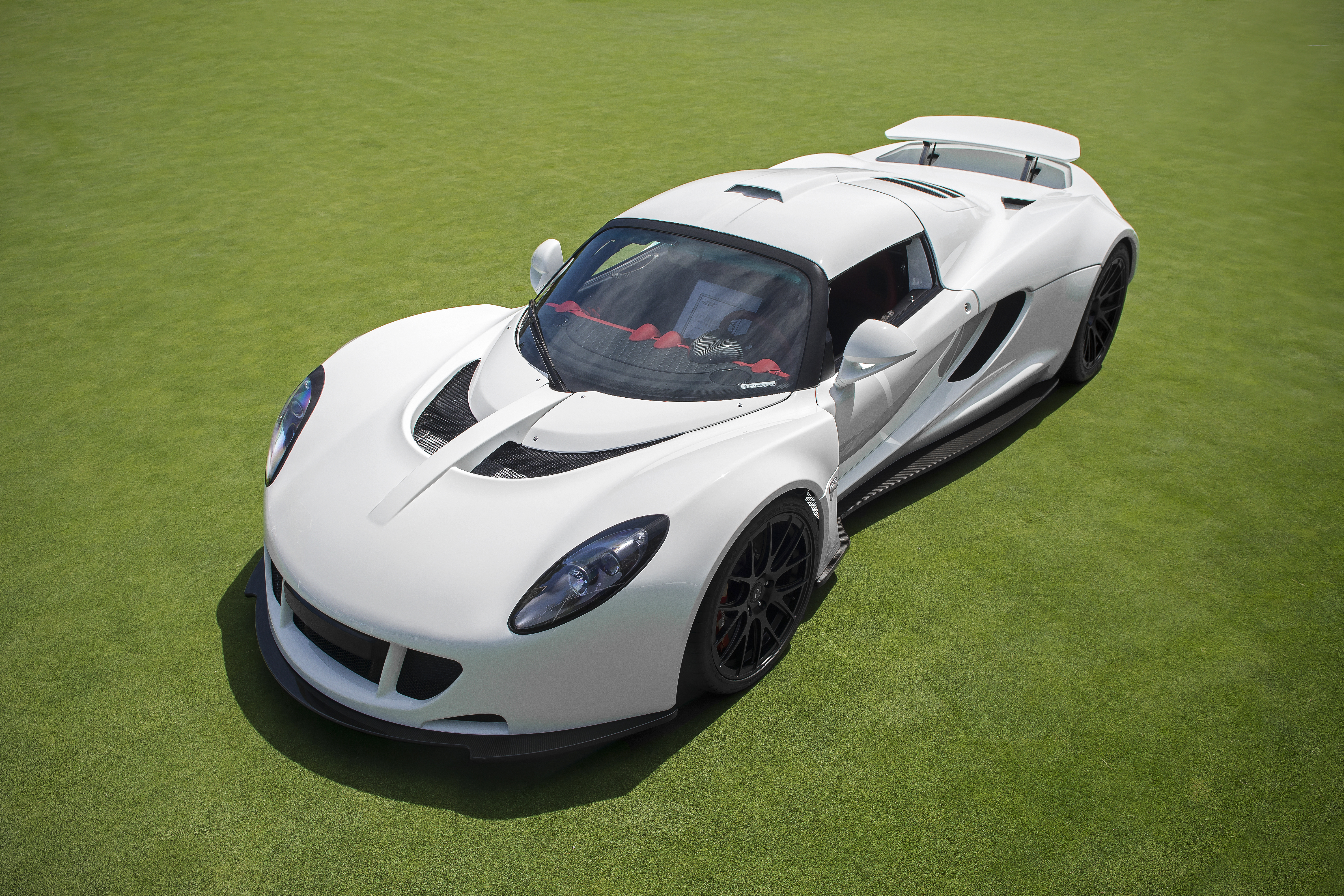
Hennessey Venom GT - sylwetka

Podwozie pochodzące z Lotusa Exige powstawało w Wielkiej Brytanii, zaś nadwozie w Stanach Zjednoczonych. Typ nadwozia to 2-drzwiowe coupé. 
W 2014 roku pojazd ten stał się najszybszym samochodem świata, a to za sprawą Briana Smitha, który w Kennedy Space Center na pasie do lądowania wahadłowców pojechał z prędkością 435,31 km/h. Mimo takiej prędkości, Hennessey Venom GT nie został uznany za najszybszy samochód produkcyjny przez Księgę Rekordów Guinnessa. Amerykańskie auto nie spełniło szeregu warunków. Przede wszystkim, NASA udostępniła swój pas jedynie na krótki czas pozwalający na jedną próbę, a rekordowy wynik uznawany jest na podstawie średniej dwóch przejazdów w przeciwnych kierunkach.
Zasady Księgi Rekordów Guinnessa wymagają, aby samochód powstał w przynajmniej 30 egzemplarzach, a Venom GT zaplanowany jest na 29 sztuk (z czego sprzedano 11). Dodatkowo Hennessey zarejestrowany jest jako zmodyfikowany Lotus Exige (mimo tego, że pod przebudowanym nadwoziem kryją się zupełnie inne podzespoły), a to oznacza, że nie jest oddzielnym modelem. Nie zmienia to jednak imponującego wyniku uzyskanego przez Venoma GT.
Amerykańskie auto za to pobiło rekord przyspieszenia do 300 km/h, które osiągnęło w czasie 13,18 sekundy. Co prawda Bugatti Veyron Super Sport pojechał z prędkością 431,072 km/h, jednakże w tym przypadku  producent w seryjnym modelu wprowadza ogranicznik prędkości do 415 km/h, natomiast Hennessey Venom GT nie ma żadnych ograniczeń.

### Silnik
- V8 7,0 l (6999 cm³) OHV 90° 16v/2v na cylinder
- Maksymalny moment obrotowy: 1318 Nm przy 4200 obr./min
- Moc maksymalna: 1244 KM
- 2 turbosprężarki (Twin-Scroll)

### Osiągi (wersja 1217 KM)
- Prędkość maksymalna: 422,00 km/h
- Przyspieszenie 0-100 km/h: 2,4 s
- Przyspieszenie 0-160 km/h: 5,3 s
- Przyspieszenie 0-241 km/h: 8,9 s
- Przyspieszenie 0-322 km/h: 14,3 s